# Zakochani po uszy
Zakochani po uszy – polski serial obyczajowy emitowany na antenie TVN 7 od 21 stycznia 2019 do 2 września 2021, oparty na oryginalnym scenariuszu. Serial był pierwszym polskim serialem codziennym stacji TVN 7, zrealizowanym we współpracy z serwisem internetowym Player. 
Charakterystyczną cechą serialu są sekwencje InstaStories z udziałem bohaterów, przedstawione na zakończenie każdego odcinka.

## Fabuła
Wakacyjna relacja Asi (Katarzyna Grabowska) i Piotra (Michał Meyer) zostaje pewnego dnia zakończona. Bohaterowie spotykają się przypadkowo 10 lat później, mając mnóstwo problemów w życiu prywatnym: Asia Popiel boleśnie przeżywa rozstanie, a Piotr Nowak jest w związku z Sylwią Witos (Kamila Kamińska).

## Obsada
| Aktor                  | Rola                                   | Lata występowania |
| ---------------------- | -------------------------------------- | ----------------- |
| Katarzyna Grabowska    | Joanna Nowak                           | 2019–2021         |
| Michał Meyer           | Piotr Nowak                            | 2019–2021         |
| Kamila Kamińska        | Sylwia Witos                           | 2019–2021         |
| Justyna Ducka          | Paulina Pilarczyk                      | 2019–2021         |
| Krzysztof Piątkowski   | Jakub Pilarczyk                        | 2019–2021         |
| Zuzanna Lit            | Wiktoria Kosyniuk                      | 2019–2021         |
| Karol Jankiewicz       | Wojciech Popiel, brat Joanny           | 2019–2021         |
| Marta Bizoń            | Halina Popiel, matka Joanny            | 2019–2021         |
| Dariusz Wieteska       | Tomasz Kozłowski                       | 2019–2021         |
| Aldona Jankowska       | Jolanta Staniewicz                     | 2019–2021         |
| Aleksandra Radwan      | Laura                                  | 2019–2021         |
| Pola Błasik            | Sonia Kulewicz                         | 2020–2021         |
| Mateusz Mosiewicz      | Bartłomiej Majewski                    | 2020–2021         |
| Patryk Pniewski        | Tymon Majewski                         | 2020–2021         |
| Dominika Bednarczyk    | Danuta Majewska, matka Bartka i Tymona | 2020–2021         |
| Adrianna Malecka       | Malwina Madej                          | 2020–2021         |
| Tomasz Ciachorowski    | Kacper                                 | 2020–2021         |
| Weronika Dzierżyńska   | Hanna Śmigała                          | 2020–2021         |
| Jędrzej Hycnar         | Michał Partyka                         | 2020–2021         |
| Michał Kurek           | Antoni Partyka, brat Michała           | 2020–2021         |
| Aleksandra Kisio       | Klara                                  | 2020–2021         |
| Klaudia Bełcik         | Ola                                    | 2020–2021         |
| Monika Kaleńska        | Tamara Lenartowicz                     | 2020–2021         |
| Marta Wągrocka         | Tamara Lenartowicz                     | 2019              |
| Mateusz Kmiecik        | Andrzej Rogowski                       | 2019, 2021        |
| Marianna Linde         | Natalia                                | 2019, 2021        |
| Damian Kulec           | Daniel                                 | 2021              |
| Anna Karczmarczyk      | Karolina Laskowska                     | 2021              |
| Piotr Nerlewski        | Radosław Bielski                       | 2021              |
| Michalina Sosna        | Samanta                                | 2021              |
| Mikołaj Krawczyk       | Iwo                                    | 2021              |
| Ina Sobala             | Eliza                                  | 2021              |
| Stefan Pawłowski       | Marcel Jankowski                       | 2021              |
| Artur Dziurman         | Jerzy Popiel, ojciec Joanny            | 2019              |
| Justyna Schneider      | Patrycja Nowak, siostra Piotra         | 2019              |
| Jakub Mróz             | Eryk Mazur                             | 2019              |
| Paulina Gałązka        | Milena                                 | 2019              |
| Katarzyna Lipka        | Gabrysia                               | 2019              |
| Andrzej Grabowski      | Marek Olszański, narzeczony Haliny     | 2019–2020         |
| Beata Schimscheiner    | Teresa, ciotka Joanny                  | 2019–2020         |
| Filip Gurłacz          | Adrian Popiel, brat Joanny             | 2019–2020         |
| Katarzyna Sawczuk      | Klaudia                                | 2019–2020         |
| Bartłomiej Kotschedoff | Marcin Kosyniuk                        | 2019–2020         |
| Radosław Krzyżowski    | Radosław, ojciec Soni                  | 2020              |
| Aneta Todorczuk        | Żaneta, matka Soni                     | 2020              |
| Maciej Łagodziński     | Paweł Lenartowicz                      | 2019–2021         |
| Ewa Kaim               | Ewa Nowak, matka Piotra                | 2019–2021         |
| Mia Goti               | Iza Popiel, siostra Joanny             | 2019–2021         |
| Szymon Krzesiński      | Janek, syn Patrycji                    | 2019–2021         |
| Tobiasz Wiercichowski  | Maciek, syn Patrycji                   | 2019–2021         |
| Jakub Żurek            | Michałek, syn Patrycji                 | 2019–2021         |
| Mateusz Rzeźniczak     | Jacek                                  | 2019–2021         |
| Agnieszka Kościelniak  | Zofia Kryniecka                        | 2019–2021         |
| Laura Breszka          | Kinga Bielik                           | 2019–2021         |
| Agata Załęcka          | Elwira Witos, matka Sylwii             | 2020–2021         |
| Maja Hirsch            | Elwira Witos, matka Sylwii             | 2019–2020         |
| Krystian Biłko         | Borys                                  | 2020–2021         |

## Spis serii
Uwaga: tabela zawiera daty odnoszące się wyłącznie do pierwszej emisji na antenie TVN7; nie uwzględniono w niej ewentualnych prapremier ani w serwisach internetowych (np. Player), ani na antenie TVN (np. 21 stycznia 2019).
| Seria | Odcinki       | Pierwsza emisja na antenie TVN7 | Pierwsza emisja na antenie TVN7 | Pierwsza emisja na antenie TVN7 | Pierwsza emisja na antenie TVN7 | Pierwsza emisja na antenie TVN7 |
| Seria | Odcinki       | Sezon                           | Premiera serii                  | Finał serii                     | Pora emisji                     | Średnia oglądalność             |
| ----- | ------------- | ------------------------------- | ------------------------------- | ------------------------------- | ------------------------------- | ------------------------------- |
| 1.    | 1–77 (77)     | zima–wiosna 2019                | 21 stycznia 2019                | 30 maja 2019                    | poniedziałek–czwartek 19.30     | 435 325                         |
| 2.    | 78–140 (63)   | jesień 2019                     | 2 września 2019                 | 19 grudnia 2019                 | poniedziałek–czwartek 19.30     | 476 856                         |
| 3.    | 141–199 (59)  | zima–wiosna 2020                | 13 stycznia 2020                | 23 kwietnia 2020                | poniedziałek–czwartek 19.30     | 457 338                         |
| 4.    | 200–264 (65)  | jesień 2020                     | 1 września 2020                 | 23 grudnia 2020                 | poniedziałek–czwartek 19.30     | bd.                             |
| 5.    | 265–396 (132) | zima–lato 2021                  | 4 stycznia 2021                 | 2 września 2021                 | poniedziałek–czwartek 19.30     | 351 970                         |

## Produkcja
Realizację serialu rozpoczęto w październiku 2018, a zdjęcia do niego kręcone były w Krakowie. Autorami scenariusza zostali Ilona Łesyk-Moczulska i Michał Zasowski, reżyserii podjęła się Regina Zawadzka, zaś producentką serialu została Krystyna Lasoń. Produkcja została zrealizowana we współpracy z serwisem internetowym Player, przez stację telewizyjną TVN 7, jako pierwszy polski serial codzienny tegoż kanału.
15 stycznia 2019 w budynku Brain Embassy w Warszawie odbyła się konferencja prasowa, w której udział wzięli dyrektor programowa TVN 7, Katarzyna Mazurkiewicz, producentka serialu, Krystyna Lasoń, oraz aktorzy, m.in. Justyna Schneider, Zuzanna Lit, Bartłomiej Kotschedoff, Aldona Jankowska, Katarzyna Grabowska, Michał Meyer oraz Kamila Kamińska. Podczas konferencji zaprezentowano materiały filmowe z produkcji i wybrane sceny.
17 stycznia tego samego roku na antenie Radia Zet zespół muzyczny Zouzy zaprezentował utwór pt. „Dzięki za wszystko”, który został wykorzystany jako przewodni motyw muzyczny serialu.
24 stycznia 2019 serial zaprezentowano w trakcie konferencji prasowej TVN Discovery Polska, przedstawiającej wiosenną ramówkę kanałów telewizyjnych tejże grupy. Dyrektor programowy TVN Discovery Polska, Edward Miszczak, w rozmowie z portalem Wirtualne Media wymienił serial wśród produkcji skoncentrowanych na młodszej widowni.
27 marca 2020 podano do informacji, że z powodu pandemii COVID-19 w Polsce realizacja trzeciej serii została zawieszona, zaś ostatni odcinek został wyemitowany 23 kwietnia.
W styczniu 2021 roku poinformowano, że piąty sezon serialu będzie ostatnim.

## Oglądalność
Według danych Nielsen Audience Measurement udostępnionych portalowi Wirtualne Media przez MediaCom, 21 stycznia 2019 średnia oglądalność premierowego odcinka serialu na antenie TVN wyniosła 1,22 mln widzów, co przełożyło się na 8,92% udziału w rynku telewizyjnym wśród wszystkich widzów, 10,18% w grupie komercyjnej 16–49 oraz 9,59% w grupie 16–59. Przynajmniej przez jedną minutę produkcję obejrzało 2,59 mln osób w grupie 4+. W TVN 7 średnia widownia pierwszego epizodu, wyemitowanego tego samego dnia, wyniosła 181 tys., a przez jedną minutę 639 tysięcy widzów w grupie 4+. Wyniki przełożyły się na 1,19% udziału wśród wszystkich widzów, 1,91% w grupie 16–49 oraz 1,65% w grupie komercyjnej 16–59. Pierwszą serię serialu na antenie TVN 7 oglądało średnio 435 tys. widzów.
Według stanu na 10 października 2019 jesienne odcinki drugiej serii oglądało średnio 384 tys. widzów.